# Молден, Карл
Карл Молден (англ. Karl Malden, при рождении Младен Джёрдже Секулович, серб. Младен Ђорђе Секуловић; 22 марта 1912, Чикаго — 1 июля 2009, Лос-Анджелес) — американский актёр, обладатель премий «Оскар» и «Эмми».
За свою карьеру, длившуюся свыше 70 лет, снялся более чем в 70 фильмах, среди которых классика американского кино — «Трамвай „Желание“» (1951), за роль в котором он удостоился премии «Оскар» за лучшую мужскую роль второго плана, «В порту» (1954) и «Одноглазые валеты» (1961). Среди других его примечательных ролей — Арчи Ли в «Куколке» (1956), Зебулон Прескотт в «Как был завоёван Запад» (1962) и генерал Омар Н. Брэдли в «Паттоне» (1970). На телевидении известность ему принесла роль лейтенанта Майка Стоуна в криминальной драме 1970-х годов «Улицы Сан-Франциско», в которой дуэт Молдену составил молодой Майкл Дуглас.
Президент Академии кинематографических искусств и наук (1989—1992), на протяжении 1970-х—1980-х годов — лицо и голос финансовой компании American Express.

## Биография
Младен Джёрдже Секулович родился в сербской семье в Чикаго, детство провёл в городе Гэри в штате Индиана. Его мать, родом из Чехии, работала швеёй, а отец — рабочим на сталелитейном заводе. Отец — уроженец деревни Подосое (ныне община Билеча, Республика Сербская, Босния и Герцеговина). В школе Младен часто участвовал в театральных постановках, но всё же после её окончания пошёл по стопам отца и устроился работать на сталелитейный завод. Выдающуюся форму носа Карл приобрёл на спортивном поле, где ему его дважды ломали.
В 1934 году он покинул родной город и отправился в Чикаго, где поступил в Институт искусств, который окончил в 1938 году. Там же он сменил имя на Карл Молден. Во время выступлений в театре Гудмана он познакомился с актрисой Моной Грэм, на которой в 1938 году женился. После окончания института он так и не смог найти работу и был вынужден вернуться в Гэри. Там он пробыл недолго и в том же году отправился в Нью-Йорк, где ему удалось пробиться в один из бродвейских театров. Помимо театра Молден стал участвовать в радиопостановках, а в 1940 году дебютировал в кино.

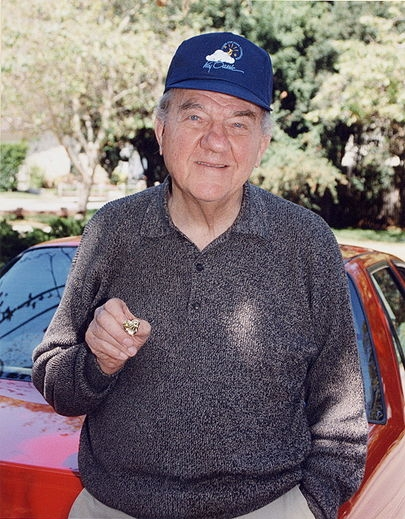
Карл Молден в 2009 году

Его актёрская карьера была прервана начавшейся Второй мировой войной, во время которой он служил сержантом в ВВС Армии США. После её окончания Карл вернулся на сцену, а с начала 1950-х годов стал более активно сниматься в кино.
Молден был сторонником системы Станиславского. Он был одинаково убедителен в роли весёлого шерифа-садиста в фильме «Одноглазые валеты» (1961) (режиссёрском опыте близкого друга Молдена Марлона Брандо), аморального антигероя в фильме Кена Рассела «Мозг ценой в миллиард долларов» (1967), резкого члена профсоюза в малоудачном сериале «Героин» (1980). Он любил повторять: «Мне нравятся все фильмы, в которых я снимался, даже плохие… потому что я люблю работу».
Помимо кино Молден много снимался на телевидении. Большой популярностью пользовался сериал «Улицы Сан-Франциско» (1972—1977), в котором Молден сыграл добродушного следователя, выступив напарником молодого Майкла Дугласа. На телевидении он сыграл и свою последнюю значительную роль — священника и исповедника президента, отца Томаса Кавано — в 2000 году в сериале «Западное крыло».
С 1989 по 1992 год актёр возглавлял Академию кинематографических искусств и наук.
В декабре 2008 года он вместе с женой отметил 70-ю годовщину их брака, который считается одним из самых долгих в истории Голливуда. 1 июля 2009 года Карл Молден умер в своём доме в пригороде Лос-Анджелеса в возрасте 97 лет. Ровно за пять лет до этого из жизни ушёл ближайший друг Молдена — Марлон Брандо.
За вклад в киноиндустрию он удостоен звезды на Голливудской аллее славы на Голливуд-бульвар 6231.

## Избранная фильмография
| Год       |    | Русское название             | Оригинальное название                | Роль                          |
| --------- | -- | ---------------------------- | ------------------------------------ | ----------------------------- |
| 1947      | ф  | Бумеранг                     | Boomerang                            | лейтенант Уайт                |
| 1947      | ф  | Поцелуй смерти               | Kiss of Death                        | сержант Уильям Каллен         |
| 1950      | ф  | Стрелок                      | The Gunfighter                       | Мак                           |
| 1950      | ф  | Там, где кончается тротуар   | Where the Sidewalk Ends              | лейтенант Томас               |
| 1951      | ф  | Трамвай «Желание»            | A Streetcar Named Desire             | Гарольд «Митч» Митчелл        |
| 1952      | ф  | Дипкурьер                    | Diplomatic Courier                   | Сержант Эрни Гелвада          |
| 1952      | ф  | Измена                       | The Sellout                          | капитан Бак Максвелл          |
| 1953      | ф  | Я исповедуюсь                | I Confess                            | инспектор Ларрю               |
| 1954      | ф  | В порту                      | On the Waterfront                    | отец Барри                    |
| 1956      | ф  | Куколка                      | Baby Doll                            | Арчи Ли Мейен                 |
| 1961      | ф  | Одноглазые валеты            | One-Eyed Jacks                       | Дэд Лонгуорт                  |
| 1962      | ф  | Как был завоёван Запад       | How the West Was Won                 | Зебулон Прескотт              |
| 1962      | ф  | Любитель птиц из Алькатраса  | Birdman of Alcatraz                  | Гарви Шумейкер                |
| 1964      | ф  | Осень шайеннов               | Cheyenne Autumn                      | капитан Оскар Уэсселс         |
| 1965      | ф  | Цинциннати Кид               | The Cincinnati Kid                   | Шутер                         |
| 1967      | ф  | Мозг ценой миллиард долларов | Billion Dollar Brain                 | Лео Ньюбиген                  |
| 1970      | ф  | Паттон                       | Patton                               | генерал Омар Брэдли           |
| 1971      | ф  | Кошка о девяти хвостах       | Il gatto a nove code                 | Франко Арно                   |
| 1972—1977 | с  | Улицы Сан-Франциско          | The Streets of San Francisco         | детектив лейтенант Майк Стоун |
| 1979      | ф  | Метеор                       | Meteor                               | Гарри Шервуд                  |
| 1979      | ф  | Пленники «Посейдона»         | Beyond the Poseidon Adventure        | Уилбер Хаббард                |
| 1984      | тф | Смертельное видение          | Fatal Vision                         |                               |
| 1985      | тф | Алиса в стране чудес         | Alice in Wonderland                  | Морж                          |
| 1987      | ф  | Чокнутые                     | Nuts                                 | Артур Кирк                    |
| 1992      | тф | Назад на улицы Сан-Франциско | Back to the Streets of San Francisco | детектив лейтенант Майк Стоун |

## Награды
- Медаль Белого ангела[серб.] (17 февраля 2004 года, Сербия и Черногория)[8]
- Оскар 1952 — «Лучший актёр второго плана» («Трамвай „Желание“»)
- Эмми 1985 — «Лучший актёр второго плана в мини-сериале или телефильме» («Смертельное видение»)
- Премия «Оскар» за лучшую мужскую роль второго плана Премия Гильдии киноактёров США за вклад в кинематограф (2003)
- Звезда на голливудской «Аллее славы»
- Donaldson Awards